# Деряба
Деря́ба (лат. Turdus viscivorus) — певчая птица семейства дроздовых (Turdidae).

## Описание

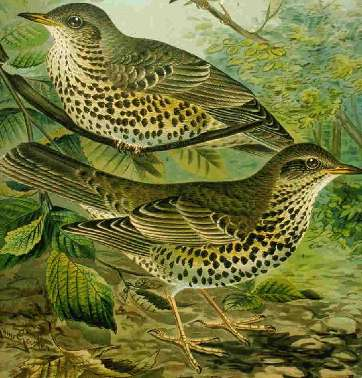
Иллюстрация

Деряба в среднем 27 см длиной, немного крупнее певчего дрозда, весом до 150 грамм.
Внешне напоминает певчего дрозда. Окрас оперения серо-бурый сверху и белый с тёмно-бурыми пятнышками снизу. Крылья снизу белого цвета. Самцы и самки имеют одинаковую окраску.
Крики напоминают «трр» или «црр». Пение состоит из коротких, повторяющихся, флейтовых свистов, которые по звучанию находятся между чёрным дроздом и певчим дроздом.

## Местообитание
Деряба встречается в светлых лесах, парках и скверах Центральной Европы. Большинство птиц перелетают осенью на зимовку на юго-запад Европы.

## Питание
Деряба питается ягодами, фруктами, моллюсками, насекомыми и их личинками. И всё же большую часть рациона составляют дождевые черви и плоды омелы. Тем самым деряба способствует распространению этого растения — паразита.

## Размножение
Половая зрелость наступает через год. Высиживание яиц начинается уже в марте и заканчивается в августе. Гнездо чаще располагается высоко на деревьях на развилке сучьев. Самка откладывает 4—5 розоватых с серыми пятнами яиц, которые насиживает затем около двух недель, пока не вылупятся птенцы. Через 12—15 дней птенцы оперяются, после чего их ещё несколько дней докармливают взрослые птицы.

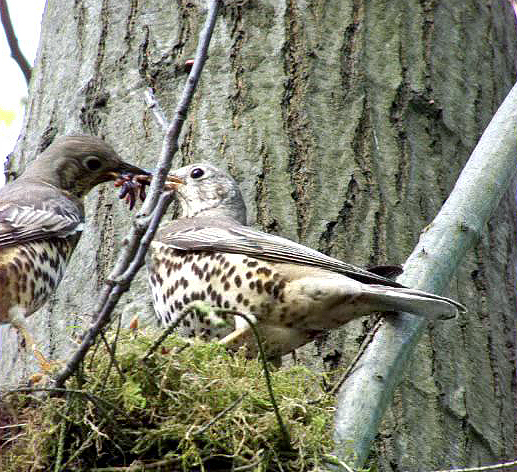
Самец (слева) передает дождевых червей самке, сидящей на гнезде
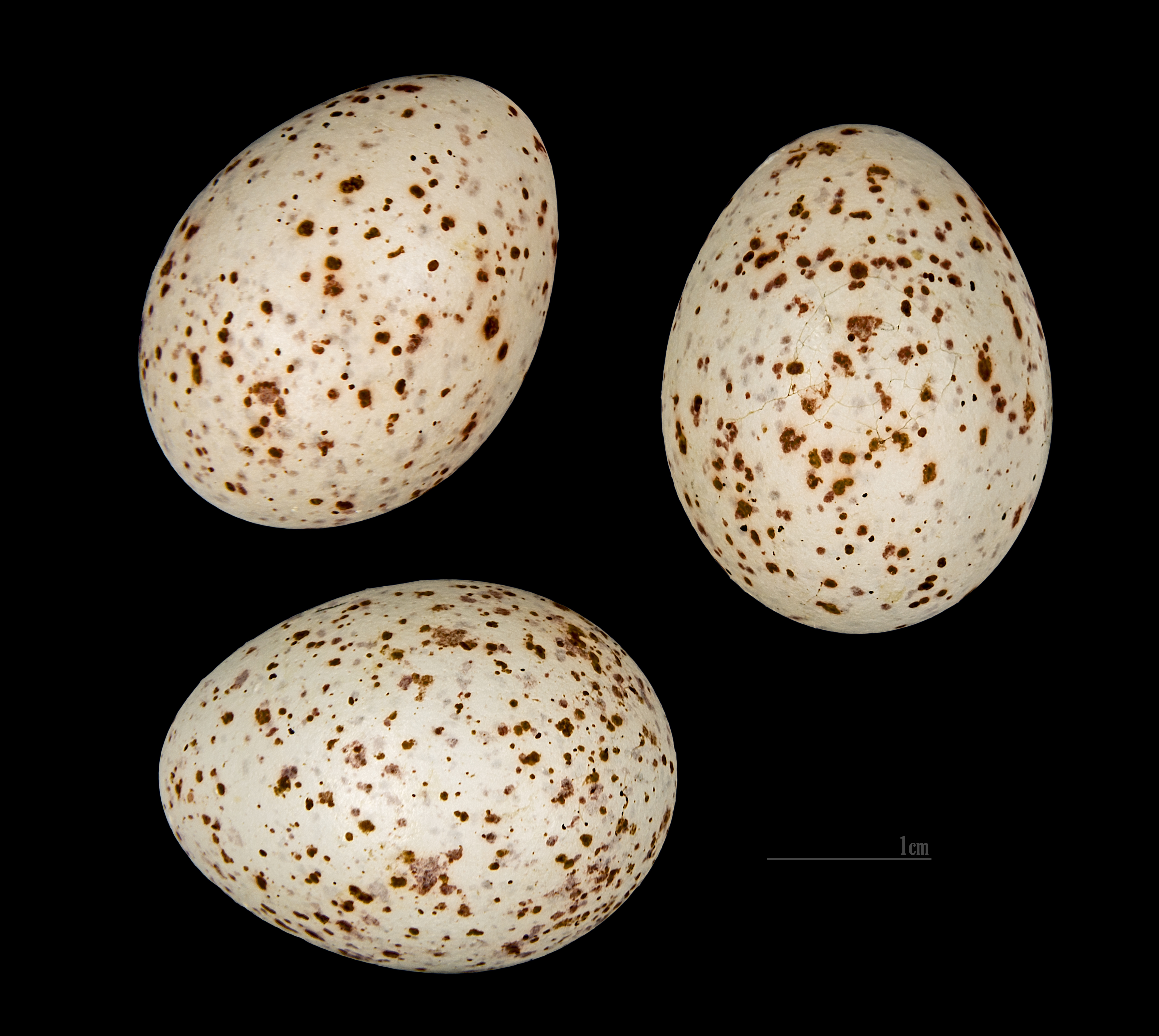
Яйца подвида Turdus viscivorus

## Подвиды
Выделяют 3 подвида:
- T. v. bonapartei
- T. v. deichleri
- T. v. viscivorus